# Bob Seagren
Robert Lloyd »Bob« Seagren, ameriški atlet, * 17. oktober 1946, Ponoma, Kalifornija, ZDA.
Seagren je v svoji karieri nastopil na poletnih olimpijskih igrah v letih 1968 v Ciudad de Méxicu in 1972 v Münchnu. Na igrah leta 1968 je osvojil naslov olimpijskega prvaka v skoku ob palici, leta 1972 pa naslov olimpijskega podprvaka. Leta 1967 je zmagal tudi na Panameriških igrah v Winnipegu. Med letoma 1966 in 1972 je štirikrat postavil svetovni rekord v skoku ob palici. Prvič 14. maja 1966 s 5,32 m, veljal je do julija istega leta, drugič 10. junija 1967 s 5,36 m, veljal je dva tedna, tretjič 12. septembra 1968 s 5,41 m, veljal je do junija sledečega leta ter četrtič in zadnjič 2. julija 1972 s 5,63 m, veljal je do marca 1975.